# A1 (Griekenland)
De A1 in Griekenland (of Egeïsche autosnelweg (Grieks: Αυτοκινητόδρομος Αιγαίου), vroeger ook PAThE (Pireas - Athina - Thessaloniki - Evzoni), Grieks: Πειραιώς - Αθηνών - Θεσσαλονίκης - Ευζώνων, ΠΑΘΕ) genoemd) is de langste autosnelweg van Griekenland en de belangrijkste noord-zuidverbinding van Griekenland. De weg begint bij Evzoni aan de Macedonische grens en eindigt bij de hoofdstad van Griekenland, Athene. De weg is 550 km lang en is deel van de E75.
Belangrijke steden aan de weg zijn: Thessaloniki, Katerini, Larisa, Lamia, Thebe en Athene.
De snelweg gaat door de regio's: Centraal-Macedonië, Thessalië, Centraal-Griekenland en Attica.

## Geschiedenis
De snelweg was een tweebaansweg naar Katerini tot 1973. Tussen Athene en Lamia werd geopend in augustus 1962. Deze weg was 14 meter breed. De weg tussen Lamia en Larisa werd geopend in oktober 1967. Deze weg was ook 14 meter breed. De weg tussen Larisa en Katerini werd geopend in september 1959 met een breedte van 13 meter. De weg tussen Katerini en Thessaloniki werd geopend in september 1973 met een breedte van 14 meter. Het laatste traject tussen Thessaloniki en Evzoni (grens) werd in juli 1973 geopend.